# 이토만 사건
이토만 사건(イトマン事件)은 일본의 종합상사 이토만 주식회사와 관련된 상법상 특별 배임 사건이다. 일본 전후 최대의 부정 경리 사건으로 알려져 있다.
이토만은 1883년 섬유상사를 주된 사업으로 설립된 기업으로 도쿄 증권 거래소와 오사카 증권 거래소에 상장했다. 1973년 오일 쇼크로 경영환경이 악화되자 스미토모 은행(현재 미쓰이스미토모 은행) 임원이었던 가와무라 요시히코를 사장으로 임명해서 종합상사로 변화를 도모했다.

## 같이 보기
- 허영중
- 와타나베 미치오
- 규마 후미오
- 오자와 이치로